# Tolerancia a la sequía
La tolerancia a la sequía es la capacidad con la que una planta mantiene su producción de biomasa durante condiciones áridas o de sequía.  Algunas plantas se adaptan naturalmente a las condiciones secas y sobreviven con mecanismos de protección como la tolerancia a la desecación, la desintoxicación o la reparación de la embolia xilemática. Otras plantas, específicamente cultivos como maíz, trigo y arroz, se han vuelto cada vez más tolerantes a la sequía con nuevas variedades creadas mediante ingeniería genética.
Los mecanismos detrás de la tolerancia a la sequía son complejos e involucran muchas vías que permiten a las plantas responder a un conjunto específico de condiciones en un momento dado. Algunas de estas interacciones incluyen conductancia estomática, degradación de carotenoides y acumulación de antocianinas, la intervención de osmoprotectores (como sacarosa, glicina y prolina), enzimas eliminadoras de ROS. El control molecular de la tolerancia a la sequía también es muy complejo y está influenciado por otros factores como el medio ambiente y la etapa de desarrollo de la planta. Este control consta principalmente de factores transcripcionales, como la proteína de unión a elementos que responde a la deshidratación (DREB), el factor de unión a elementos que responde al ácido abscísico (ABA) (AREB) y NAM (sin meristemo apical).

## Fisiología de la tolerancia a la sequía
Los términos "sequía" y "déficit de agua" se utilizan erróneamente de forma intercambiable. Se ha propuesto que el término 'sequía' debería usarse más para situaciones ambientales y agronómicas y que 'déficit de agua o hídrico' sea el término preferido para referirse a la limitación del riego y los tratamientos experimentales que simulan la sequía. Las plantas pueden estar sujetas a una escasez de agua que se desarrolla lentamente (es decir, tomar días, semanas o meses), o pueden enfrentar déficits de agua a corto plazo (es decir, horas o días). En estas situaciones, las plantas se adaptan respondiendo en consecuencia, minimizando la pérdida de agua y maximizando la absorción de agua. Las plantas son más susceptibles al estrés por sequía durante las etapas reproductivas de crecimiento, floración y desarrollo de semillas. Por lo tanto, la combinación de respuestas a corto plazo y a largo plazo permite que las plantas produzcan algunas semillas viables. Algunos ejemplos de respuestas fisiológicas a corto y largo plazo incluyen:

### Respuestas a corto plazo
- En la hoja: reconocimiento de la señal de la raíz, cierre de estomas, disminución de la asimilación de carbono
- En el tallo: inhibición del crecimiento, cambios hidráulicos, transporte de señales, asimilación del transporte
- En la raíz: señalización celular-sequía, ajuste osmótico[8]

### Respuestas a largo plazo
- En la parte aérea de la planta: inhibición del crecimiento de los brotes, reducción del área de transpiración, aborto del grano, senescencia, aclimatación metabólica, ajuste osmótico, acumulación de antocianinas, degradación de carotenoides, intervención de osmoprotectores, enzimas captadoras de ROS
- En la parte subterránea de la planta: mantenimiento de la turgencia, crecimiento sostenido de la raíz, aumento de raíz/brote, aumento del área de absorción[8]

## Red reguladora de tolerancia a la sequía

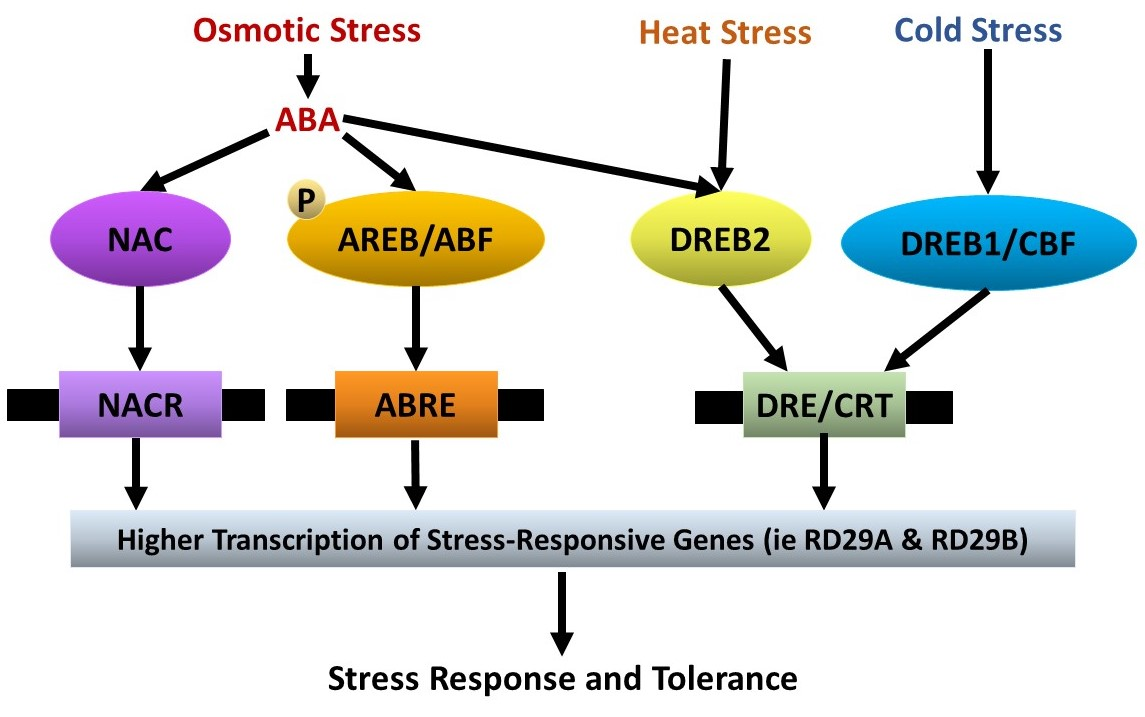
Las tensiones abióticas (como la sequía) inducen la expresión de los siguientes factores de transcripción. Se unen a los elementos cis, lo que produce un cambio en la respuesta al estrés y la tolerancia.

En respuesta a las condiciones de sequía, existe una alteración de la expresión génica, inducida o activada por factores de transcripción (TF). Estos TF se unen a elementos cis específicos para inducir la expresión de genes inducibles por estrés dirigidos, lo que permite la transcripción de productos que ayudan con la respuesta al estrés y la tolerancia. Algunos de estos incluyen proteína de unión a elementos que responde a la deshidratación (DREB), factor de unión a elementos que responde a ABA (AREB), no meristemo apical (NAM), factor de activación de la transcripción de Arabidopsis (ATAF) y cotiledón en forma de copa (CUC). Gran parte del trabajo molecular para comprender la regulación de la tolerancia a la sequía se ha realizado en Arabidopsis, lo que ayuda a dilucidar los procesos básicos a continuación.

### TF DREB

#### TF DREB1/CBF
DREB1A, DREB 1B y DREB 1C son TF específicos de plantas que se unen a elementos sensibles a la sequía (DRE) en promotores que responden a la sequía, alta salinidad y baja temperatura en Arabidopsis. La sobreexpresión de estos genes mejora la tolerancia a la sequía, alta salinidad y baja temperatura en líneas transgénicas de Arabidopsis, arroz y tabaco. 

#### TF DREB2
Las proteínas DREB están involucradas en una variedad de funciones relacionadas con la tolerancia a la sequía. Por ejemplo, las proteínas DREB que incluyen DREB2A cooperan con las proteínas AREB/ABF en la expresión génica, específicamente en el gen DREB2A en condiciones de estrés osmótico. DREB2 también induce la expresión de genes relacionados con el calor, como la proteína de choque térmico. La sobreexpresión de DREB2Aca mejora los niveles de tolerancia a la sequía y al estrés por calor en Arabidopsis. 

### TF de AREB/ABF
Los AREB/ABF son TF de tipo bZIP que responden a ABA que se unen a elementos que responden a ABA (ABRE) en promotores que responden al estrés y activan la expresión génica. AREB1, AREB2, ABF3 y ABF1 tienen funciones importantes en la señalización de ABA en la etapa vegetativa, ya que ABA controla la expresión de genes asociados con la respuesta y tolerancia a la sequía. La forma nativa de AREB1 no puede apuntar a genes de estrés por sequía como RD29B en Arabidopsis, por lo que la modificación es necesaria para la activación transcripcional. Los AREB/ABF están regulados positivamente por SnRK2, controlando la actividad de las proteínas diana mediante la fosforilación. Esta regulación también funciona en el control de la tolerancia a la sequía en la etapa vegetativa así como en la maduración y germinación de las semillas. 

### Otros TF
Los TF como NAC (compuestos por NAM, ATAF y CUC) también están relacionados con la respuesta a la sequía en Arabidopsis y arroz. La sobreexpresión en las plantas mencionadas mejora la tolerancia al estrés y la sequía. También pueden estar relacionados con el crecimiento y la senescencia de las raíces, dos rasgos fisiológicos relacionados con la tolerancia a la sequía. 

## Adaptaciones naturales de tolerancia a la sequía

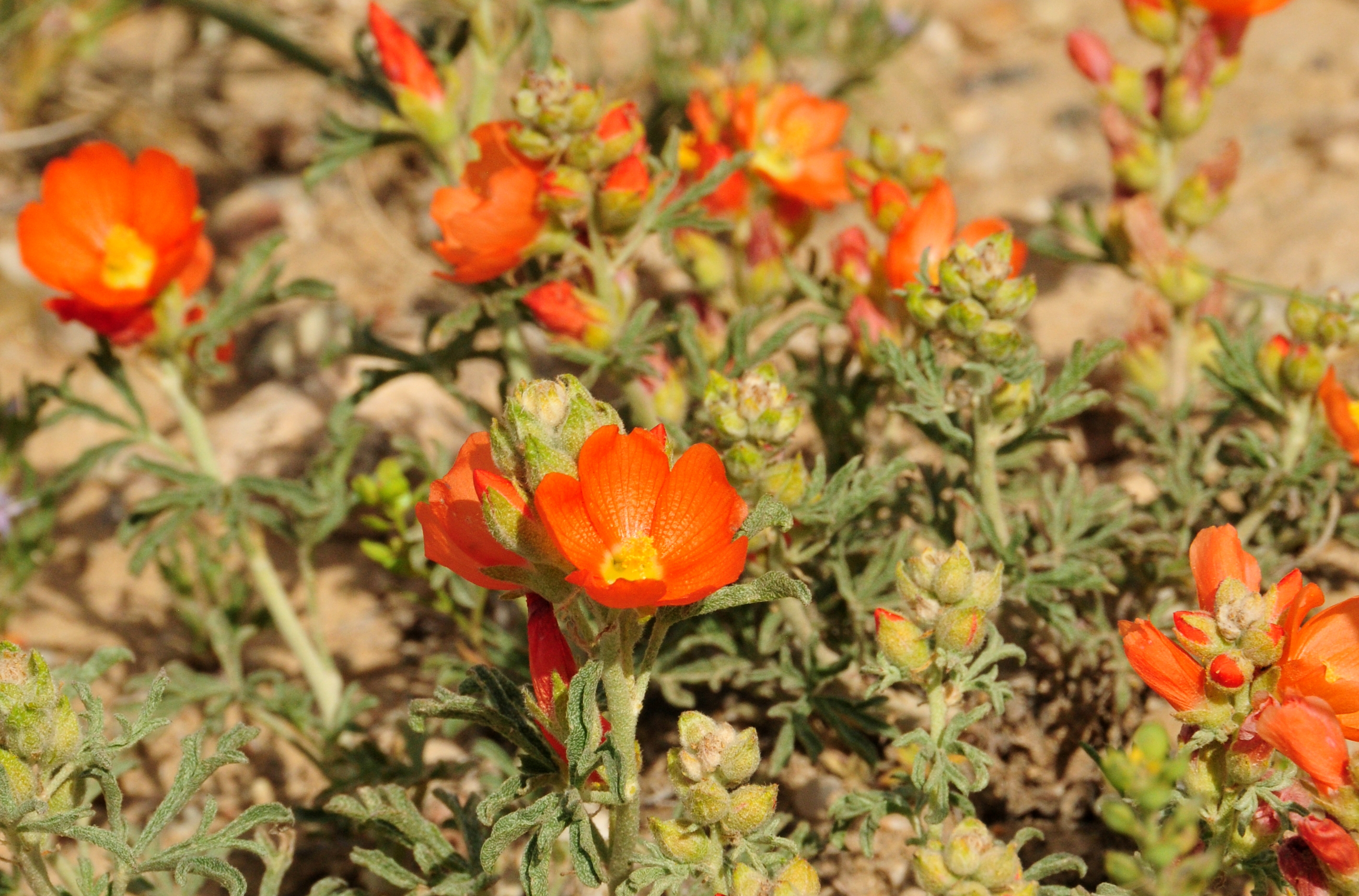
La malva escarlata (Sphaeralcea coccinea) es una planta que escapa a la sequía con tolerancia natural a la sequía. Algunas de sus adaptaciones naturales incluyen pelos de color gris plateado que protegen contra la sequedad; un sistema de raíces profundas; y tener semillas que solo germinan cuando las condiciones son favorables.

Las plantas en condiciones naturalmente áridas retienen grandes cantidades de biomasa debido a la tolerancia a la sequía y se pueden clasificar en 4 categorías de adaptación:
1. Plantas que escapan a la sequía: plantas anuales que germinan y crecen solo en épocas de suficiente humedad para completar su ciclo de vida.
2. Plantas que evitan la sequía: plantas perennes no suculentas que restringen su crecimiento solo a períodos de disponibilidad de humedad.
3. Plantas resistentes a la sequía: también conocidas como xerófitas, estos arbustos de hoja perenne tienen extensos sistemas de raíces junto con adaptaciones morfológicas y fisiológicas que les permiten mantener el crecimiento incluso en épocas de sequía extrema.
4. Plantas resistentes a la sequía: también conocidas como plantas perennes suculentas, tienen agua almacenada en sus hojas y tallos para usos moderados.

### Adaptaciones estructurales
Muchas adaptaciones para condiciones secas son estructurales, incluidas las siguientes:
- Adaptaciones de los estomas para reducir la pérdida de agua, como números reducidos, hoyos hundidos, superficies cerosas.
- Número reducido de hojas y su superficie.
- Almacenamiento de agua en suculentas partes aéreas o tubérculos llenos de agua.
- El metabolismo del ácido crasuláceo (metabolismo CAM) permite que las plantas obtengan dióxido de carbono por la noche y almacenen ácido málico durante el día, lo que permite que la fotosíntesis tenga lugar con una pérdida de agua mínima.
- Adaptaciones en el sistema radicular para aumentar la absorción de agua.
- Tricomas (pequeños pelos) en las hojas para absorber el agua atmosférica.

## Importancia para la agricultura

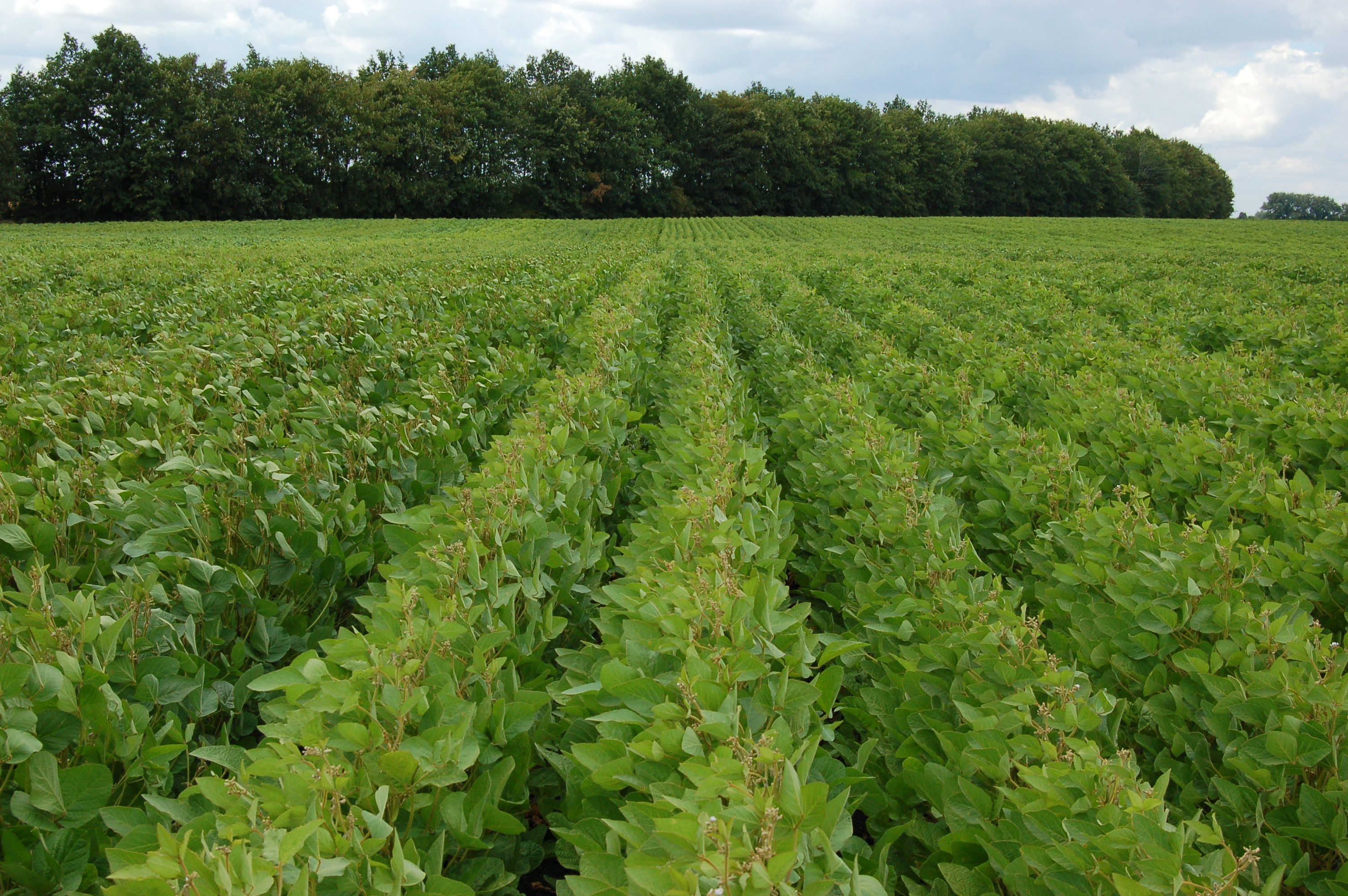
Estafeta es una soja con mayor tolerancia a la sequía, desarrollada por el Instituto de Producción Vegetal de Ucrania.

Con el aumento de la frecuencia y la gravedad de las sequías en los últimos años, los daños a los cultivos se han agravado y han reducido el rendimiento general. Sin embargo, la investigación de las vías moleculares que involucran la tolerancia al estrés ha revelado que la sobreexpresión de tales genes puede mejorar la tolerancia a la sequía, lo que lleva a proyectos centrados en el desarrollo de variedades de cultivos transgénicos.

### Colaboraciones para mejorar la tolerancia a la sequía en plantas cultivadas
Se han introducido proyectos de investigación internacionales para mejorar la tolerancia a la sequía, como el Grupo Consultivo sobre Investigación Agrícola Internacional (CGIAR). Uno de estos proyectos del CGIAR implica la introducción de genes como DREB1 en el arroz de tierras bajas, el arroz de tierras altas y el trigo para evaluar la tolerancia a la sequía en los campos. Este proyecto tiene como objetivo seleccionar al menos 10 líneas para uso agrícola. Otro proyecto similar en colaboración con CGIAR, Embrapa, RIKEN y la Universidad de Tokio ha introducido genes tolerantes al estrés AREB y DREB en la soja, encontrando varias líneas de soja transgénica con tolerancia a la sequía. Ambos proyectos han encontrado un rendimiento de grano mejorado y se utilizarán para ayudar a desarrollar variedades futuras que puedan utilizarse comercialmente.
Otros ejemplos de colaboraciones para mejorar la tolerancia a la sequía en plantas de variedades de cultivos incluyen el Centro Internacional de Investigación Agrícola en Zonas Secas (ICARDA) en Alepo, Siria; el Instituto Internacional de Investigación de Cultivos para los Trópicos Semiáridos (ICRISAT) en Andhra Pradesh, India; el Instituto Internacional de Investigaciones sobre el Arroz (IRRI) en Los Baños, Filipinas; y el Consorcio de Mejoramiento de Trigo por Calor y Sequía (HeDWIC), una red que facilita la coordinación global de la investigación del trigo para adaptarse a un futuro con condiciones climáticas más severas.

### Ejemplos de plantas comerciales tolerantes a la sequía actuales
Performance Plants, una empresa canadiense de biotecnología vegetal, está desarrollando una tecnología llamada Yield Protection Technology (YPT). YPT protege a las plantas contra las pérdidas de rendimiento de semillas en niveles de agua subóptimos regulando a la baja las subunidades α o β de la proteína farnesil transferasa, que está involucrada en la vía de señalización ABA, mejorando la tolerancia a la sequía. En los ensayos de campo, la canola con YPT tuvo un 26% más de rendimiento de semillas con estrés por sequía moderado que la canola de control. YPT se ha demostrado en maíz y petunia, y actualmente se está desarrollando en soja, arroz, sorgo, algodón y césped.

### Impedimentos para la comercialización agrícola de plantas tolerantes a la sequía
El desarrollo de cultivos modificados genéticamente incluye múltiples patentes de genes y promotores, como los genes marcadores en un vector, así como técnicas de transformación. Por lo tanto, las encuestas de libertad para operar (FTO) deben implementarse en colaboración para desarrollar cultivos tolerantes a la sequía. También se necesitan grandes cantidades de dinero para el desarrollo de grupos modificados genéticamente. Para llevar un nuevo cultivo modificado genéticamente al mercado comercial, se ha estimado que costará 136 millones de dólares en 13 años. Esto plantea un problema para el desarrollo, ya que solo un pequeño número de empresas puede permitirse el desarrollo de cultivos tolerantes a la sequía, y es difícil para las instituciones de investigación mantener la financiación durante este período de tiempo.  Por lo tanto, se necesita un marco multinacional con más colaboración entre múltiples discípulos para sostener proyectos de este tamaño.

## Importancia en horticultura
La transformación de plantas se ha utilizado para desarrollar múltiples variedades de cultivos resistentes a la sequía, pero solo variedades limitadas de plantas ornamentales. Este retraso significativo en el desarrollo se debe al hecho de que se están desarrollando más plantas ornamentales transgénicas por otras razones además de la tolerancia a la sequía. Sin embargo, Ornamental Biosciences está explorando la resistencia al estrés abiótico en plantas ornamentales. Petunias, Poinsettias, Impatiens de Nueva Guinea y Geranios transgénicos se están evaluando para determinar su resistencia a las heladas, la sequía y las enfermedades. Esto permitirá una gama más amplia de entornos en los que estas plantas pueden crecer.